# CDC KRONOS
CDC KRONOS — операционная система с возможностью работы в режиме разделения времени, разработанная в Control Data Corporation в 1970-х годах. KRONOS работала на 60-битных мейнфреймах семейства CDC 6000 и их производных. Control Data заменила KRONOS на более новую операционную систему NOS в конце 1970-х.
Предшественником KRONOS являлась операционная система MACE, разработанная системным программистом Control Data Грегом Мансфилдом.